# Diplohimas ater
Diplohimas ater là một loài tò vò trong họ Ichneumonidae. Loài này được Townes miêu tả khoa học lần đầu tiên năm 1970.